# تاماچی

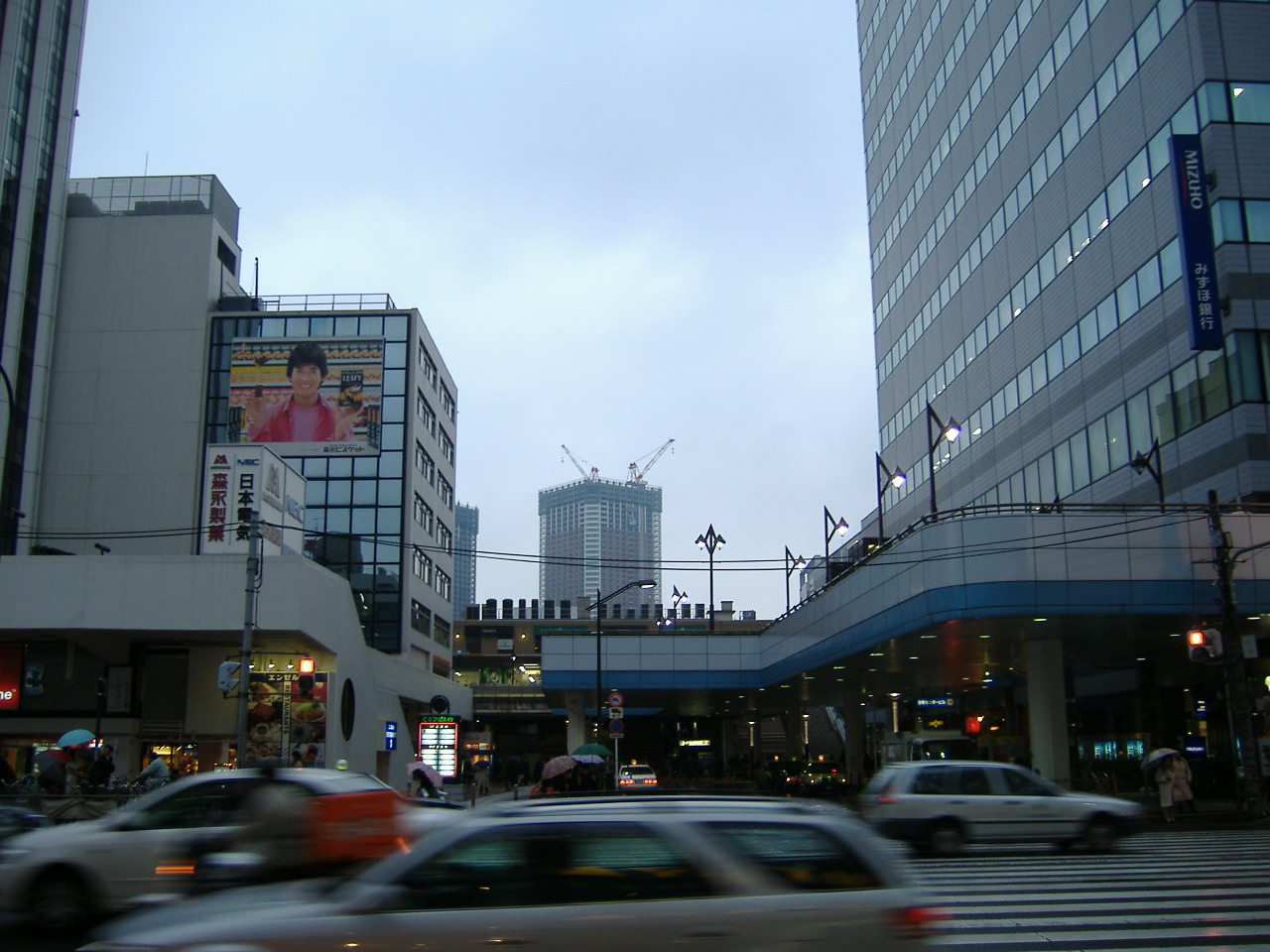
ایستگاه تاماچی

تاماچی (به ژاپنی: 田町 Tamachi) یکی از محله‌های توکیو پایتخت ژاپن است که در منطقهٔ میناتو واقع شده‌است.

## ایستگاه راه‌آهن
- جی آر، خط یامانوته، ایستگاه تاماچی